# 讷夫谢勒
讷夫谢勒（法語：Neufchelles，法語發音：[nœfʃɛl]）是法国瓦兹省的一个市镇，属于桑利斯区。

## 地理
讷夫谢勒（49°6'59"N, 3°3'42"E）面积6.46 平方千米，位于法国上法蘭西大區瓦兹省，该省份为法国北部内陆省份，北起索姆省，西接厄尔省和滨海塞纳省，南至塞纳-马恩省和瓦兹河谷省，东临埃纳省。
与讷夫谢勒接壤的市镇（或旧市镇、城区）包括：蒙蒂尼拉列、乌尔克河畔马勒伊、米尔蒂安地区鲁夫尔、瓦兰夫鲁瓦、烏爾克河畔克魯伊。

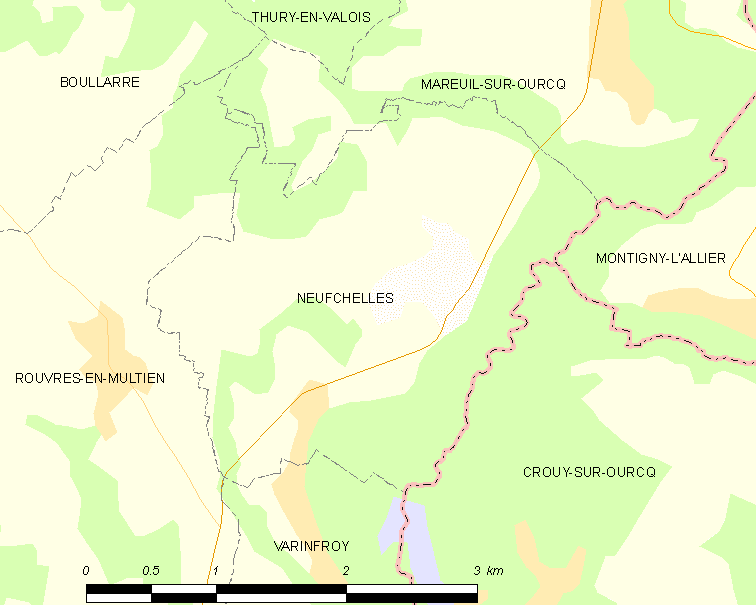
讷夫谢勒的OSM定位图

讷夫谢勒的时区为UTC+01:00、UTC+02:00（夏令时）。

## 行政
讷夫谢勒的邮政编码为60890，INSEE市镇编码为60448。

## 政治
讷夫谢勒所属的省级选区为楠特伊勒欧杜安县。

## 人口

1962-2008年间讷夫谢勒人口变化图示

讷夫谢勒于2022年1月1日时的人口数量为389人。